# Petruskyrkan, Stocksund

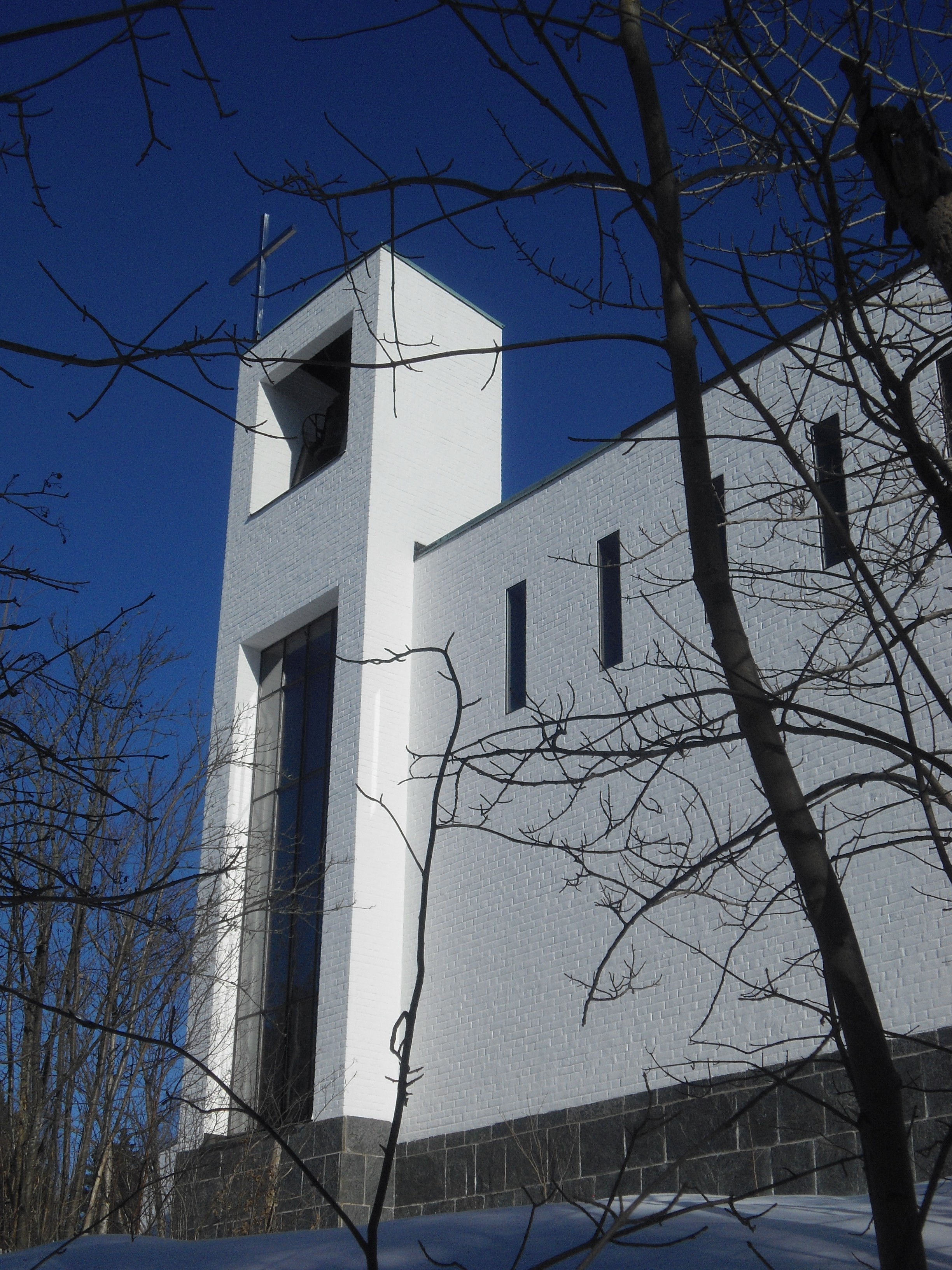
Petruskyrkan i Stocksund i Danderyds kommun, mars 2010

Petruskyrkan är en kyrkobyggnad i Stocksund i Danderyds kommun och ligger strax norr om Stockholm. Kyrkan, som färdigställdes 1962, tillhör Danderyds församling i Stockholms stift.

## Historik
En första utredning om en eventuell kyrkobyggnad i det då relativt unga förortssamhället Stocksund genomfördes redan år 1918. År 1930 bildades en kyrklig syförening, och året därpå en kyrkobyggnadsförening, med syftet att stödja arbetet med ett kyrkobygge i samhället. 
Frågan fick dock ingen lösning förrän 1957 då arbetet med att uppföra en kyrka i Mörbyområdet fick fastare former. Arkitekterna Peter Celsing och Jan Wahlman inbjöds till att lämna förslag och 24 maj 1960 beslöt kyrkofullmäktige att godkänna en bearbetning av Jan Wahlmans förslag. Wahlman är son till arkitekten Lars Israel Wahlman, som redan 1921 hade föreslagit att ett kapell i Stocksund skulle utformas som en mindre variant av församlingens huvudkyrka, Danderyds kyrka.
Kyrkofullmäktige anslog sammanlagt 1,454 miljoner kronor till kyrkobygget. Av den summan stod de frivilliga bidragen genom bland andra syföreningen och kyrkobyggnadsföreningen för drygt 200 000 kronor. Kyrkbygget påbörjades hösten 1961 och första söndagen i advent år 1962 invigdes den färdiga kyrkan.

## Kyrkobyggnaden
Kyrkan står på ett berg i villaområdet och kallas därför kyrkan på klippan. I byggnaden ryms bland annat en kyrksal och andra lokaler som kan användas för församlingsverksamhet, till exempel söndagsskola. Arkitektens avsikt var att kyrkan skulle växa upp direkt ur klippan. Utformningen av kyrkan är anpassad till den omgivande naturen som är starkt kuperad. Byggnaden vilar på en sockel av natursten och har tak täckta av kopparplåt. Ytterväggarna är täckta av tegel som har murats i munkförband.
Arkitekten skriver i en artikel om kyrkan att han eftersträvat ett ljust kyrkorum med "enkelhet och äkthet...i val av material och ytbehandling".
Ursprungligen var kyrkan och församlingshemmet uppförda som skilda byggnader mot en öppen gård i söder. År 1988 genomfördes en ombyggnad då kyrkan och församlingshemmet byggdes samman. Utmed huskropparna löper en arkad som ger en utvändig förbindelse med regnskydd.

## Inventarier
- Kyrkorummets kor pryds av ett stort glaskors som är skapat av Dagmar Lodén.
- Dopfunten i ekträ är tillverkad av möbelsnickaren Jörgen Andersson. Tillhörande dopskål av silver är komponerad av silversmeden Bengt Liljedahl.
- På väggen ovanför dopfunten hänger ett medeltida krucifix. Kristusfiguren är från omkring år 1350, medan korset med fyra evangelistsymboler i ändarna är av senare datum.
- Nattvardskärl, paten, oblatask och vinkanna har tillverkats av Bengt Liljedahl. Nattvardskärlet har senare modifierats och fått en bredare fot.
- Fyra mässhakar är vävda på Libraria. En vit mässhake från 1962, en grön mässhake från 1965, en blå mässhake från 1966, är alla komponerade av Anna Lisa Odelqvist-Kruse. En röd mässhake av ylle är från 1965.
- Kyrkan har två kyrkklockor som är levererade 1962 av Bergholtz klockgjuteri i Sigtuna. Storklockan väger 485 kg och lillklockan väger 285 kg.

### Orgel
Den nuvarande orgeln byggdes 1967 av A. Magnussons Orgelbyggeri AB, Göteborg och är en mekanisk orgel.  Den är tillverkad av jugoslavisk ek efter ritningar av arkitekt Jan Wahlman.
| Manual I      | Manual II     | Pedal      | Koppel |
| Rörflöjt 8'   | Gedackt 8'    | Subbas 16´ | I/P    |
| Principal 4'  | Rörflöjt 4'   | Pommer 4'  | II/P   |
| Waldflöjt 2'  | Principal 2'  |            | II/I   |
| Mixtur 3 chor | Kvinta 1 1/3' |            |        |